# باجي راو الأول
باجي راو باللال بالاجي بهات المعروف بِباجي راو، (بالمراثية: श्रीमंत बाजीराव बल्लाळ बाळाजी भट، بالإنجليزية: Baji Rao)، (وُلِد في 18 أغسطس، 1700 - تُوفيّ في 28 أبريل، 1740)، حاكم وقائد عسكري هندي مِن الهندوس البراهمة، كان يشغل منصب بيشوا الذي يُمكن ترجمته في لُغة العصر الحديث بِمنصب "رئيس الوزراء"، والبيشوا هو الحاكم والملك الفعلي لِإمبراطورية ماراثا، كما يُلقب بـ باجي راو الأول تمييزاً عن البيشوا باجي راو الثاني.

## مُقدمة
يُعتبر الإمبراطور شيفاجي مؤسس امبراطورية ماراثا أو حلف ماراثا الحقيقي حيثُ أنّه هُوّ من وحدها وأرسى قواعدها وجّد وتعب في ذلك وحارب المغول المُسلمين سنيناً طِوالاً بسبب ذلك، بعد موت شيفاجي كاد أن يضيع تعبه سُداً بسبب انشقاق أولاده وأحفاده وورثته حول مَن يحكم واختلفوا بذلك اختلافاً كبيراً، ولم تهدأ الأوضاع وتستقر الأُمور إلا بعدما أخذ حفيد شيفاجي الإمبراطور جاترابتي شاهوجي زِمام الحكم في عام 1707 فإستقرت النفوس إليه واجتمع الناس عليه، وكانت أولى القرارات التي اتخذها شاهوجي هيّ جعل كُلّ من حمل لقب بيشوا يُصبح رئيساً للدولة وله السلطة المطلقة في امبراطورية ماراثا وإليه تبدأ الأُمور وتنتهي بينما العائلة الحاكمة وهي عائلة الإمبراطور شيفاجي مُجرد حكام إسميون فقط يحملون الألقاب الملكيَّة، وقد وضع شاهوجي قواعد ثابتة وشروط تعتمد على المواهب والكفاءة مَن تمتع بِها يأخذ منصب بيشوا، وكان أول من حمل هذا اللقب هُوّ رجل عادي يُسمى بلاجي فيشواناث اختاره شاهوجي بسبب قدراته وجعله حاكماً لإمبراطورية ماراثا وكان ذلك في عام 1713.

## بداية باجي راو
في أبريل، عام 1720 توفيّ البيشوا بلاجي فيشواناث وهُوّ والد باجي راو وكان عُمر باجي راو آنذاك 20 عاماً فقط، بعد دفن البيشوا بلاجي فيشواناث أعلن الإمبراطور شاهوجي أنّ البيشوا والحاكم الجديد هُوّ باجي راو، تلقى الإمبراطور شاهوجي الكثير مِن الانتقاد بسبب هذا القرار والاختيار وغضب القادة والأمراء عِندما قام بِتعيين باجي راو كَبيشوا لأن باجي راو صغير السن على الحكم، ولكن الإمبراطور شاهوجي الذي كان أحد أكثر الأباطرةِ المتساهلين لم يكُن يأبّه بالعُمر بل بالقدرات وكان شاهوجي يمتلك القدرة القوية للاعتراف بالموهبة، في الحقيقة سبّبَ ثورة اجتماعية عندما جَلْب الموهبةِ الجديدة إلى القوَّة الحكم. هذه كَأنت خطوةً عظيمةً وواحدة من الأسباب التي مَكّنتْ امبراطورية ماراثا من التوسع السريع.

## فترة حكم باجي راو
بعدما قام الإمبراطور شاهوجي بإعطاء كامل السلْطة إلى باجي راو رغم كُلّ المعارضة مِن قِبل القادة العسكريون والأُمراء والقصور الملكية الأُخرى ومن فئات الهندوس الذين قاموا بمُعارضة حكم باجي راو خوفاً مِن ضياع امبراطورية ماراثا التي كانت المعقل الهندي الأخير لحكم الهندوس حيثُ أنّ المسلمون في الهند بِالقرن الثامن عشر كانوا قد سيطروا على كافة الهند رغم قلتهم واستطاعت الممالك الإسلاميَّة وعلى رأسهم المغول من حكم الهندوس وهزمهم وتدمير كل دُوّلهم بينما كانت امبراطورية ماراثا المملكة الهندوسية الوحيدة التي لم يقدر المسلمون على هزمها لذا كانت امبراطورية ماراثا دائماً عُرضة للخطر ومُهددة بالغزو والحرب من المسلمون، وتلك الفترة كانت حساسة بالنسبة لِامبراطورية ماراثا وكانت تحتاج حسب وجهة نظر الهندوس لِقائد راشد حتى يحكمها ويحميها وينقذها من المسلمون.
رغم كُلّ تلك المعارضة أصبح باجي راو ذو العشرين عاماً حاكماً على امبراطورية ماراثا، كان أول ما قام به باجي راو بعد تسلمه القيادة هو التعهد بحماية الديانة الهندوسية وأتباعها الهندوس وإعادة مجد الهندوسية الذي ضاع بسبب الإسلام.
وكانت الخطوة الثانية هيّ أنّه قام بالزواج من امرأة تُدعى كاشيباي زواجاً تقليدياً وقيل إنها ابنة رئيس كهنة الهندوس في امبراطورية ماراثا وأنجب منها طفلان هُما بلاجي باجي راو الذي أصبح الحاكم بعد موت والده وراغوناث راو الذي أصبح الحاكم بعد أخيه بلاجي باجي راو.
بسبب تعهد باجي راو بحماية الديانة الهندوسية وقيامه بالزواج من ابنة رئيس الكهنة أصبح الهندوس يثقون به وقلّت حدة المعارضة ضده، مضت السنوات وأثبت باجي راو خلالها أنّه قادر على حُكم امبراطورية ماراثا وأصبح محبوباً لدى عوام الناس وخاصتهم صغرائهم وكُبرائهم، واستطاع أن يكسب مودتهم بعدله وحكمته وقوته العسكرية وعبقريته بِتسيير أمور المملكة.

## حروبه
تميّز باجي راو بِعسكريته وفروسيته وعشقه لميدان القتال والحروب، ومن أهم الأسباب التي جعلته من أعظم حكام امبراطورية ماراثا هُوّ غزواته وحروبه إذ أنّه في الفترة التي أخذ الحُكم فيها كانت امبراطورية ماراثا مُهددة من أعدائها ولا سبيل لها إلا محاولة الدفاع عن نفسها أمام المسلمين ولكن في عهد باجي راو الذي كان هندوسياً مُتشدداً أصبحت بفضله تُهدد الممالك الإسلامية بعد أن كانت مُهددة منهم وبعد أن كانت تأخذ موقع الدفاع أصبحت بسبب باجي راو في موقع الهجوم.
استطاع باجي راو حماية امبراطورية ماراثا من المسلمين والمغول على وجه الخصوص واستطاع رد هجماتهم على الإمبراطورية، ثُمّ ما لبث أن تحول إلى تجهيز الجيوش الهندوسية من أجل فتح الهند ومُحاربة المسلمين وإعادة مجد الهندوسية الضائع.
خاض باجي راو معارك عديدة مع المسلمون واستطاع تدمير الكثير من ممالكهم ودولهم، وقام بتوسيع حدود امبراطورية ماراثا بشكل كبير جداً، ولم تقتصر حروبه مع المسلمين فقط بل حارب أيضاً الغُزاة البرتغاليون.
وكان شهيراً بمهارته الحربية التي بسببها لم يخسر أيّ معركة خاضها أبداً، وقد شارك في 41 معركةً انتهت بانتصارات كبيرة في صالحه. وكانت أكبر فتوحاته في شمال الهند، كما استطاع أخذ غرب ووسط شبه القارة الهندية من سلطْة المغول وضمها إلى امبراطورية ماراثا.
ومن جملة المناطق والمدن التي غزاها وضمها إلى امبراطورية ماراثا هي راجستان في عام 1735، ودلهي أيضاً في عام 1737، وفي عام 1740 أوريسا وبنغلاديش.

## الأميرة المُسلمةماستاني

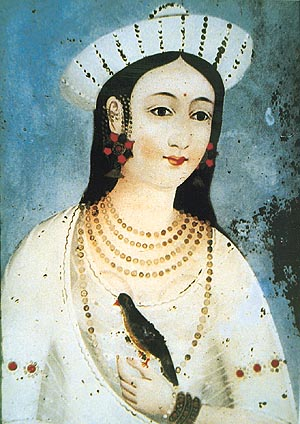
لوحة مزعومّة لِماستاني.

كان هُناك مدينة هندوسية اسمها بوندلخاند، وكان لها ملِكاً هندوسياً يُدعى مهراجا تشهاتراسال تزوج هذا الملِك امرأة فارسية مسلمة تُدعى روحانيباي وأنجب مِنها في عام 1699 ابنة سمهّا ماستاني وماستاني هذه رغم كون والدها هندوسي إلا أنها فضلت الإسلام على الهندوسية فخالفت دين والدها واعتنقت الإسلام، وعندما كبرت ماستاني اشتهرت بالجمال والدلال والبهاء والدهاء، كانت إضافة إلى ذلك بارعة في الشِعر والرقص الهندي القديم والغناء وكانت تُجيد ركوب الخيل ورمي السهام والمُبارزة بالسيوف كما عُرِفت بِشجاعتها وفروسيتها.
وهُناك رواية أُخرى تقول أنّ ماستاني لم تكُن ابنة الملك مهراجا تشهاتراسال بل قيل أنه في عام 1724 حدثت حرب بين الملك مهراجا تشهاتراسال وبين ملك مُسلم يُدعى شجاعت خان، انتهت الحرب بفوز الملك مهراجا تشهاتراسال وقُتِل الملك شجاعت خان في الحرب وكان لدى شجاعت خان ابنة وهيّ ماستاني، بعد قتل شجاعت خان في الحرب وقعت ابنته ماستاني في الآسر وعندما أحضروها إلى الملك مهراجا تشهاتراسال أُعجِب بها وقرر تبنيها وتربيتها بنفسه كإبنة له. وهُناك رُوّاية أُخرى تقول أنّ ماستاني كانت مُجرد راقصّة مسلمة تعيش في بلاط قصر الملِك مهراجا تشهاتراسال. وهُناك رواية رابعة لأصلها وهيّ أنَّ مهراجا تشهاتراسال لم يتزوج الفارسية روحانيباي بل إنَّ روحانيباي راقصّة فارسية مسلمة من حيدر آباد وكانت ترقص في بلاط قصر مهراجا تشهاتراسال فأصبحت عشيقته وأنجبت له ابنة هيّ ماستاني وأنَّ ماستاني كبرت وتربت في قصر مهراجا تشهاتراسال والدها ولم تكُن تُعامل على أنها أميرة وابنة للملك لأنها ابنة غير شرعية له لذا قامت أُمها روحانيباي بتربيتها ونشأت على الإسلام واعتنقته بينما تركت دين والدها الهندوسية ولكن هذه الروايات لم يقبلها أغلب المؤرخين ورجحوا أنّ ماستاني ابنته من زوجته الفارسية فعلاً ومن مؤيدي هذه الرواية المؤرخة الهندية المعاصرة كوسوم تشوبرا التي تقول أنَّ الملك مهراجا تشهاتراسال كان رجلاً مُسالماً لديه أحلاماً بجمع المسلمين والهندوس ولم يكُن متعصباً دينياً وقد تزوج مسلمة فارسية اسمها روحانيباي وأنجبت منه ماستاني وقد كان والدها مُنفتحاً وسابقاً لعصره وجعلها تختار الدين الذي تُريده فاختارت الإسلام على الهندوسية فرضي بذلك ولم يعارضها بشيء لتسامحه.
في عام 1727 وقيل في عام 1728 قام أمير الله أباد المغولي محمد خان بنجاش بِغزو مدينة بوندلخاند ولكن الملك مهراجا تشهاتراسال آمر بِغلق أبواب وطرق المدينة لذا فرض عليها الأمير محمد خان بنجاش الحِصار، وأثناء الحِصار كان باجي راو يخوض أحد المعارك مع جيشه في مكان قريب من مدينة بوندلخاند لذا قام الملك مهراجا تشهاتراسال بإرسال رسالة سرية إليه يطلب منه المساعدة والنجدة والإنقاذ من الجيش الإسلامي المغولي، عندئذٍ توجه باجي راو بجيشه إلى المدينة وهزم جيش محمد خان بنجاش وأعاد عرش بوندلخاند إلى مهراجا تشهاتراسال.
عند ذلك قام مهراجا تشهاتراسال بِمُكافأة باجي راو عن طريق إعطاءه ثلث مملكته بِما في ذلك مدينة جانسي وساگار، ووعده بأن يرسل له الجزية سنوياً، أثناء تواجد باجي راو مع مهراجا تشهاتراسال آتت ماستاني حتى تشكر باجي راو على إنقاذه إياهم فوقع باجي راو أسيراً في غرامها، وعندما رأى الملك مهراجا تشهاتراسال الحُب في عيون باجي راو قرر أن يُكافئه أيضاً بِتزوجيه ابنته الأميرة ماستاني.
تزوّج باجي راو من ماستاني أثناء إقامته في بوندلخاند ولم يُخبر أحداً، كان كُلّ شيء مِثالياً إذ انتهت قصة حُبّ باجي راو وماستاني بالزواج والارتباط ولكن المشاكل لم تبدأ بعد وذلك لعدة أسباب مِنها أن باجي راو هندوسي متدين وماستاني مسلمة وأيضاً لأن باجي راو مُتزوج أصلاً ولديه طفلان ولا يوجد في الهندوسية ما يُسمى تعدد الزوجات مثلما يوجد في الإسلام.
أخذ باجي راو زوجته الجديدة ماستاني إلى مملكته وكان الأمر بمثابة صاعقة بالنسبة للجميع لكونه تزوج مرة ثانية ولكون زوجته الثانية مسلمة، لم يكترث باجي راو بشيء من هذا وتحدى الجميع وأخبرهم أنّه يستحيل أن يترك زوجته ويتخلى عنها مهما حدث.
بعد ذلك عمّت الفوضى عند كل طبقات مدينة بونه التي كانت العاصمة آنذاك وخصوصاً الطبقة الراقية والثرية، لم يآبه لذلك باجي راو الذي كان حينئذٍ هائماً في عالم ماستاني وقام بإعطاء الركن الشمالي الشرقي من قصره المُسمى «شانيوار ادا» لِماستاني ثُمّ في عام 1734 قام بِبناء قصر كبير لِماستاني أطلق عليه اسم «ماستاني محل» وقد فعل ذلك لأن عائلته لا تُحبها، بعد سنة من الزواج وُلَدت ماستاني ابنها الأول لِباجي راو ثُمّ لم تمر فترةً طويلة حتى حملت مرة أُخرى وأنجبت ولداً أخراً لِباجي راو.
مرت السنين وكان باجي راو دائم المُلازمة لِماستاني وعندما كان يُسافر في حملاته الحربية كان يأخذ ماستاني معه حتى لا يشتاق لها ويفقدها ويأخذ كاشيباي أحياناً معهما أيضًا، رغم كُلِّ ما حدث كان باجي راو يحمل حُباً في قلبه لِزوجته كاشيباي وكان يحترمها كثيراً ويُقدر تضحيتها بشكلٍ كبير وكان يُحاول دائماً جعلها لا تشعر وكأنها في المرتبة الثانية أمام ماستاني ولكنه شيئاً فشيئاً هجرها وتركها حتى أصبح زوجها إسمياً فقط بينما ظلت كاشيباي زوجةً مُحِبة ومُخلصة ووفية له وبقيت بعد كل ما فعله تُكرس حياتها له حتى مات ولم يكُن لديها أيّ حقدٍ تجاه ماستاني على العكس كانت في فترة من فترات حياتها بمثابة صديقة لها ولكن الظروف هيّ من ساهمت في ظهور بعض الخلافات بينها وبين ماستاني مما أدى إلى ابتعادهما عن بعضهما كثيراً، لدرجة أن باجي راو لم يستطع أن يجمع بينهما ثانيةً.
لم تمضي تلك السنين بهدوء بل كانت عاصفة بالمشاكل لأنّ المُجتمع الماراثي والعائلة الملكية وعائلة باجي راو والقادة والأُمراء والسياسيون والكهنة رفضوا هذا الزواج ولم يتقبلوه وحاولوا قدر الإمكان إبعاد ماستاني عن باجي راو وتدمير زواجهم وتفريقهم ولكن كُل مرة يفشلون في هذا فشلاً كبيراً وكانوا يُنادون ماستاني بِالعشيقة والخليلة والمحظية رغم كونها تُعتبر زوجة باجي راو بشكل قانوني. وعِندما ولَدت ماستاني ابنها الأول من باجي راو قامت بتسميته باسم عربي إسلامي لذا استغل السياسيون المعارضون لِباجي راو هذا الأمر وغضبوا لذلك مما جعل باجي راو يُغير اسمه إلى شمشير بهادور. ولمّا أراد باجي راو جعل ابنه من البراهمة قام بِتلقيبه كريشنا راو ولكن الكهنة عارضوا ذلك ورفضوا قبوله وفعل الطقوس له مُنددين بإنه ليس هندوسياً نقياً وكاملاً لأن أُمّه مسلمة.
لم يتوقف الأمر على ذلك فقط، عندما يأسوا الكهنة والسياسيون والعامة من تفريق باجي راو وماستاني وفشلت مؤامراتهم، تحركت عائلته من أجل ذلك خصوصا ًعندما رأت رادها باي والدة باجي راو أن ابنها أهمل زوجته الأولى كاشيباي فغضبت جداً لذلك فطلبت من تشيماجي أبا أخ باجي راو أن يُبعد ماستاني عن باجي راو، حاول تشيماجي أبا تفريق باجي راو وماستاني عن طريق التآمر ولكنه فشل في ذلك وقيل أنّه حاول نفي ماستاني مِن امبراطورية ماراثا ولكن كُل محاولاته في ذلك باءت بالفشل الذريع، بعد ذلك قرر بلاجي باجي راو ابن باجي راو من زوجته الأولى كاشيباي التدخل في الأمر فحاول بلاجي باجي راو تهديد وإجبار ماستاني على ترك والده ولكنه فشل أيضاً، وكان لدى باجي راو أختان لا تطيقان ماستاني وهُما أنوباي وبهيوباي حاولا هاتين الأختان إيذاء ماستاني قدر الإمكان ولكن كانت ماستاني تنجو دائماً من خططهما، اجتمعت عائلة باجي راو على كراهية ماستاني بمن فيهم ابنه بلاجي باجي راو وأخيه تشيماجي أبا وأعمامه ووالدته رادها باي وأخواته الإثنتين أنوباي وبهيوباي وكانوا يخافون من تأثير ماستاني الكبير على باجي راو فوصل بهم الأمر إلى محاولة قتلها عدة مرات.
وفي كثير من المرات نجحوا في إبعاد ماستاني عن باجي راو وذلك لعدة أسباب منها نجاح مؤامرات عائلة باجي راو أحياناً وأيضًا بسبب الضغط الكبير على باجي راو إذ أنّه كان يتعرض لضغط شديد من رجال الدين الهندوس والشعب الذي بدأ يبغضه فماستاني بالنسبة لهم كانت مُجرد ساحرة وراقصة تُقيم علاقة محرمة مع رجل متزوج وسرقته من زوجته وأطفاله لذا كان باجي راو أحياناً يخضع للناس وعائلته رجال الدين وكان هذا سبب من الأسباب التي جعلته يبني قصراً لماستاني وهو قصر ماستاني محل الإسطوري وهذا القصر اليوم تمَّ تحويله لمتحف يزوره السياح، وقد بنى القصر قريباً من قصر «شانيوار ادا» حتى يزورها متى ما شاء، وشيئاً فشيئاً بسبب محاولات العائلة تفريق ماستاني وباجي راو وبسبب استغلال كارهو ومعارضو حكم باجي راو لنقطة ضعفه وهو عشقه لماستاني اضطر باجي راو وأجبر نفسه على الابتعاد عن ماستاني لفترات طويلة ولكنه لم يكُن يستطيع السيطرة على نفسه فيرجع لها.
بسبب علاقة ماستاني وباجي راو غير المستقرة وعدم اعتراف أي أحد بشرعية زواجهما وخوف باجي راو من زوال ملكه وانقلاب الثوار عليه أصبح باجي راو مُدمِناً للخمر يشربه ليلاً نهاراً خصوصاً عندما يفترق عن ماستاني وبدأ يهمل واجباته الملكية ويمضي أغلب وقته في حملاته العسكرية التي كانت بمثابة المنفذ له من كل شيء إذ الحملات والمعارك العسكرية كانت مصدر سعادته ففيها يبتعد عن كاشيباي وأولاده وعائلته ويأخذ ماستاني ليكون معها وحيداً، خلال فترات افتراق ماستاني وباجي راو كانوا يتلاقون سراً بدون عِلم أي أحد وقد كان هذا حالهم لسنوات يلتقون سراً ولفترات صغيرة.
وفي إحدى المرات قامت أُمّه رادها باي بتدبير مكيدة لماستاني جعلت باجي راو يترك ماستاني رُغماً عنه فساءت حالته أكثر وزادت تعاسته وزاد مع ذلك شربه للخمور فساءت صحته ولزم الفِراش بسبب مرضه وترك مكانه كحاكم فاضطربت امبراطورية ماراثا فطمع الأعداء بغزوها واحتلال أراضيها، وعندما سمع باجي راو بالأمر لم يهتم بتاتاً إذ بسبب ابتعاده عن ماستاني تدمر كلياً، في المقابل ماستاني لم تكن حالتها جيدة بعيداً عن زوجها وحاولت كثيراً الوصول لباجي راو ومقابلته ولكنها لم تستطع لكونها تحت المراقبة من تشيماجي أبا والأمراء الآخرين، استجمع باجي راو قواه ولم يستطع البُعد عن ماستاني أكثر وبطريقة ما أعاد الوضع كما كان في البداية حيثُ عادت ماستاني للعيش في القصر معه وأعلن باجي راو عدم أنّه لا يهتم إن كان هذا سينهي حكمه أو يُغضب الإمبراطور والعائلة الملكية منه ويجعل الكهنة يخرجونه من الهندوسية ويعلنونه عدواً لهم ولا يهتم برضا أُمّه وعائلته بالأمر ولكنه لن يتركها ثانيةً، وفي هذه الأثناء اكتشف باجي راو أنّ أخيه تشيماجي أبا حاول قتل ماستاني قبلاً فهرب تشيماجي أبا إلى الإمبراطور شاهوجي وطلب منه الحماية من بطش أخيه باجي راو الذي كان مُستعداً لإعدامه بسبب ذلك.
في أواخر عام 1739 اضطر باجي راو ترك مملكته والذهاب في حملة عسكرية تضم 100 ألف جندي ولم يستطع أخذ ماستاني معه كعادته لذا ذهب وتركها وحيدة حول اعدائها، ما أن خرج باجي راو حتى انفردت عائلته بالإمبراطورية واستغلوا غيابه من أجل الانتقام من ماستاني حيثُ أنّ أخيه تشيماجي أبا وابنه الأكبر بلاجي باجي راو كانوا قد أعدوا خطة ماكرة من أجل الإيقاع بِماستاني والسيطرة على عرش امبراطورية ماراثا، وعندما رحل باجي راو تحرك ابنه وأخيه من أجل تنفيذ الخطة وأول ما قاموا به هُوّ طرد ماستاني من القصر الملكي وسجنوها في برج معزول، استطاعت ماستاني من إرسال رسالة سرية إلى باجي راو تخبره فيها بالانقلاب الذي حصل وتستنجد المساعدة منه وما أن عَلِم باجي راو بِذلك حتى قرر العودة ولكنه لسوء حظه سقط مريضاً في الفراش بطريق العودة، حاولت ماستاني الهرب من السجن في 4 نوفمبر، 1739 ولكنها فشلت.

## الوفاة
كان مرض باجي راو خطيراً بحيث أنّه لم يستطع القيام من الفراش لإنقاذ ماستاني، وقد مضت شهوراً انتظرت ماستاني فيها عودة زوجها وفي 28 أبريل، 1740 آتى إليها الرسول الحزين يحمل لها خبر موت باجي راو الذي كان آنذاك يبلُغ من العمر 40 عاماً فقط وقد استمرت فترة حكمه 20 عاماً ثُمّ أصبح ابنه الأكبر بلاجي باجي راو الحاكم من بعده، ويُرجح البعض أنَّ مرضه ووفاته المبكرة كان سببها هو إدمان باجي راو على الخمر خلال ابتعاده عن ماستاني، وكانت هُناك أقاويل أن مرضه لم يكن طبيعياً بل كان سُم وضعه له ابنه بلاجي باجي راو وأخيه تشيماجي أبا.
عندما عَلِمت ماستاني بِموت باجي راو لم تحتمل ذلك الأمر فماتت بعدهـ مُباشرة حزناً وكمداً عليه، وفي الهند هناك رواية شعبية تقول أنّ ماستاني عندما سمعت بخبر موته قتلت نفسها عن طريق تناول سم كان موجوداً في خاتمها، ورواية أُخرى تقول إنها انتحرت عن طريق رمي نفسها في النار التي كانت تحرق جثة زوجها، ولكن الأصح أنها ماتت من الحزن عليه والباقي من كونها انتحرت مجرد أساطير شعبية عند الهنود.

## قبره وقبر ماستاني
تمَّ حرق جثة باجي راو في 28 أبريل، 1740 كما يفعل الهندوس، ونُثِر رمادهـ في نهر نارمادا. أما ماستاني فقد غُسِلت وكُفِنت على الطريقة الإسلامية ودُفِنت في قرية بابال الواقعة قرب مدينة بونه. وقد نبش قبر ماستاني في عام 2009 مِن قِبل اللُصُوص الذين كانوا يظنون أنهم قد يجدون داخله مجوهرات ثمينّة.

## أبناء باجي راو
أنجب باجي راو الذي مات وعُمره يُناهز الأربعين عاماً أربعة أبناء ذكور، اثنين من زوجته الأولى كاشيباي واثنين من زوجته الثانية ماستاني.
ابنه الأكبر هُوّ بلاجي باجي راو المعروف باسم نانا صاحب وأُمّه هيّ كاشيباي، وابنه هذا هو الذي خانه وتآمر مع عمه تشيماجي أبا ضد أبيه وحاول أن يُبعد ماستاني عنه وهو الذي قام بسجن ماستاني عندما ذهب والده في أحد مُهماته، وقد وُلِد بلاجي باجي راو في عام 1720 وعندما مات والده قام الإمبراطور شاهوجي بِتعيينه في منصب بيشوا خلفاً لِوالده.
والابن الآخر الذي أنجبه باجي راو مِن كاشيباي اسمه راغوناث راو وقد وُلِد في عام 1734 وأخذ في عام 1773 منصب البيشوا ولكن سُرعان ما تخلى عنه في عام 1774.
أما أبناء ماستاني الاثنان فأكبرهم اسمه شمشير بهادور وهو الذي رفض الكهنة تعميده وإعلانه كهندوسي واعتباره من البراهمة لأن أُمّه مُسلمة، وهذا الابن كان قائداً عسكرياً مشهوراً بِبسالته وشجاعته وقد قُتِل في عام 1761 أثناء قيادته لِمعركة بانيبات وكان عُمره آنذاك 27 عاماً.
والابن الثاني لِماستاني وباجي راو كان اسمه علي بهادور وعلي هذا عاد إلى مملكة جده الملك مهراجا تشهاتراسال وقام بِتوحيدها وبناءها من جديد وأصبح ملكاً على بوندلخاند والمناطق المُحيطة بها وكان مُسلماً مُتديناً اشتهر بالعدل والخير ولم يذكره أحداً مِن المؤرخين إلا بذكرٍ حميد. وقد استمر أحفاد باجي راو بحكم امبراطورية ماراثا وأخذ منصب بيشوا من بعده.
بعد موت باجي راو وماستاني قامت كاشيباي بتربية أبناؤها وأبناء ماستاني من باجي راو وأصبحت كأمٌ لهم.

## باجي راو في التلفزيون والسينما
- عام 2010 قامت قناة "ETV" بِبث سلسلة بعنوان باجيراو وماستاني تتحدث عن قصة حُب باجي راو وماستاني.
- في بدايات التسعينيات تمَّ إنتاج مُسلسل عنوانه راو وكان باللغة المراثية.
- عام 2015 سيتم إصدار فيلم تاريخي من النوع الرومانسي الدرامي بعنوان باجيراو ماستاني من إخراج المُخرج القدير سانجاي ليلا بهنسالي الذي قام بإخراج فيلم ديفداس الذي كان من بطولة آيشواريا راي وشاروخ خان، وفيلم مسرحية من الرصاص: رام-ليلا وفيلم هم ديل دي تشوك سانام الذي كان من بطولة آيشواريا راي وسلمان خان وأجاي ديفجان، سيكون هذا الفيلم من بطولة رانفير سينغ بدور باجي راو, وديبيكا بادكون بدور ماستاني الزوجة الثانية المسلمة، وبريانكا تشوبرا بدور كاشيباي الزوجة الأولى الهندوسية.